# Tripoli Rocketry Association
Die Tripoli Rocketry Association (TRA) ist ein weltweiter Fachverband für High-Power-Raketenflug, deren Mehrzahl der Mitglieder in den USA angesiedelt ist.
Sie wurde 1964 gegründet und 1987 als US-weiter Verband konstituiert, mit Schwergewicht auf High-Power-Raketen. Zusammen mit der National Association of Rocketry gewann sie 2009 ein mehrjähriges Gerichtsverfahren gegen das Bureau of Alcohol, Tobacco, Firearms and Explosives, in dem erreicht wurde, dass der Treibstoff APCP nicht als Explosivstoff eingestuft wird.
Die Tripoli hat als Untergliederung sogenannte Präfekturen, davon rund 80 in den Vereinigten Staaten, 11 in Europa, 8 in Kanada und 4 in Australien sowie in Israel und der Türkei.